# II. Fejszál iraki király
II. Fejszál ( arabul: فيصل, Bagdad, 1935. május 2. – Bagdad, 1958. július 14.) Irak királya, Gázi iraki király (I. Fejszál iraki király fia) és Alija iraki királyné (Ali hedzsászi király lánya) egyetlen gyermeke, a Hásimita dinasztia tagja volt.

## Élete
Szülei elsőfokú unokatestvérek, Husszein hedzsászi király unokái voltak. II. Fejszál négyévesen követte apját a trónon, mikor Gázi király 1939. április 4-én egy végzetes autóbalesetben életét vesztette. A régensséget szüleinek nagybátyja, Abd al-Iláh, az uralkodóház feje vette át, aki a trónörökösi címet is elnyerte élete végéig. II. Fejszál anyja, Alija királyné 1950-ben meghalt, és ekkor nevelését anyai nagyanyja, Nafísza királyné vette át. 1953-ban nagykorúvá nyilvánították, ekkor vehette kezébe az uralkodást, és ekkor a parlament előtt esküt tett az alkotmányra. 1953-ban fogadta a váratlanul és bejelentés nélkül repülőn Irakba érkezett Mohamed Reza Pahlavi sahot és második feleségét, Szoraja iráni királynét, akik egyhetes száműzetésük első állomásaként Bagdadban szálltak le, majd tovább folytatták útjukat Rómába.
Egyiptom és Szíria egyesülésével az 1958. február 1-jén megalakult Egyesült Arab Köztársaság ellenében február 14-én létrejött a kérészéletű (Irak és Jordánia) Arab Föderáció(ja), melynek feje II. Fejszál lett. Éppen ez az unió váltotta ki a hadsereg ellenszenvét, amely 1958. július 14-én államcsínyt hajtott végre. A puccsisták agyonlőtték a királyi család tagjait: a királyt, a király nagyanyját, a nagybátyját, a trónörököst és anyai nagynénjét is. Eltörölték a monarchiát, amely mindig is egy kisebbségre és a külföldre támaszkodva tudta megőrizni a hatalmát, hiszen a hidzsázi eredetű királyi család idegennek számított Irakban. A puccsisták vezére, Abd al-Karím Kászim lett a miniszterelnök. Ezt a véres hatalomváltást puccsok és forradalmak sora követte, amely másfél évtized múlva végül Szaddám Huszein uralmához vezetett.
Az iraki királyi ház feje (névleges) címre többen is igényt tartottak és tartanak, de akit leginkább elfogadtak, az Huszejn hidzsázi király negyedszülött fia, Zaid ibn Husszein herceg volt, aki 1970-ig töltötte be ezt a tisztséget, majd pedig fia, Raad herceg napjainkig.
II. Fejszál nem nősült meg, de jegyben járt egy egyiptomi hercegnővel, így törvényes gyermekei nem születhettek. Állítólag házasságon kívül született egy fia, akinek pedig egy lánya van.